# Wum
Wum is een stad in de provincie Nord-Ouest, in het westen van Kameroen. Het is de hoofdstad van het departement Menchum.